# ام‌الخلاخیل
ام‌الخلاخیل (به عربی: أم الخلاخیل) یک روستا در سوریه است که در ناحیه تمانعه واقع شده‌است. ام‌الخلاخیل ۱٬۷۳۹ نفر جمعیت دارد.